# ریزرلایت
ریزرلایت (به انگلیسی: Razorlight) یک گروه موسیقی ایندی راک انگلیسی است که در سال ۲۰۰۲ در لندن شکل گرفت. ریزرلایت زمانی در بریتانیا به شهرت رسیدند که تک‌آهنگ «آمریکا» از آلبوم سال ۲۰۰۶ آن‌ها که هم‌نام خود گروه بود پرفروش‌ترین ترانهٔ آن کشور شد.
اعضای فعلی ریزرلایت جانی بورل (خواننده و ریتم گیتاریست)، دیوید سالیوان کاپلان (درامر)، فردی استیتز (باسیست) و گاس رابرتسون (لید گیتاریست) هستند.

## تاریخچه
اعضای بنیان‌گذار ریزرلایت جانی بورل و بیورن ارگرن (خواننده/گیتاریست سوئدی) بودند. دیگر اعضای گروه در زمان تأسیس کارل دالمو (باسیست) و کریستین اسمیت-پانکاروو (درامر) بودند.
پس از ضبط چند دمو در سال ۲۰۰۳ شرکت مرکوری رکوردز برای انتشار اولین آلبوم ریزرلایت با آن‌ها قراردادی امضا کرد. در هنگامهٔ ضبط این آلبوم، پانکاروو از گروه جدا شد و اندی باروز جایگزین او شد. سرانجام در آگوست سال ۲۰۰۴ اولین آلبوم استودیویی ریزرلایت با نام Up All Night روانهٔ بازار شد و در زمان انتشارش تا ردهٔ سوم جدول پرفروش‌ترین آلبوم‌های بریتانیا صعود کرد.
آلبوم دوم گروه که هم‌نام خود گروه بود در تابستان ۲۰۰۶ منتشر شد و علاوه بر این‌که خودش پرفروش‌ترین آلبوم بریتانیا شد تک‌آهنگ «آمریکا» از آن آلبوم نیز اولین شماره ۱ ریزرلایت در آن کشور شد. این آلبوم در آمریکا هم تا ردهٔ ۱۸۰اُم بیلبورد ۲۰۰ صعود کرد.
سومین آلبوم ریزرلایت با نام Slipway Fires در پائیز ۲۰۰۸ منتشر شد. مدتی پس از انتشار این آلبوم جانی بارل از گروه جدا شد و کاپلان جایگزین او شد. در ماه‌های پایانی سال ۲۰۱۰ ارگرن و دالمو هم از گروه جدا شدند و استیتز و رابرتسون جایگزین آن‌ها شدند. به‌این ترتیب جانی بورل تنها عضو از اعضای بنیان‌گذار ریزرلایت است که هنوز در آن عضویت دارد.

## آلبوم‌های استودیویی
| نام آلبوم        | سال انتشار |
| ---------------- | ---------- |
| ۱. Up All Night  | ۲۰۰۴       |
| ۲. Razorlight    | ۲۰۰۶       |
| ۳. Slipway Fires | ۲۰۰۸       |

## پی‌نوشت
1. ↑  Björn Ågren